# Jápeto
Jápeto ou Iápeto (em grego:  Ἰαπετός, transl.: Iapetós), na mitologia grega segundo a tradição de Hesíodo,  é um dos 12 Titãs clássicos, filhos de Urano, o céu estrelado e Gaia, a Terra. É o pai de Atlas, Prometeu, Epimeteu e Menoécio. Costuma ser tido como o deus-titã do tempo, do tempo de vida e da mortalidade, em especial da morte violenta.[carece de fontes?] Em latim, a expressão "audax Japeti genus", ou seja, "a audaciosa descendência de Jápeto", designa a humanidade.

## Mitologia
Jápeto, "O Perfurador" é um dos titãs mencionados por Homero em sua obra A Ilíada, como prisioneiro no Tártaro ao lado de Cronos. Senhor do Oeste, governou ao lado de Cronos e dos irmãos durante a Idade de Ouro, quando os titãs governavam o mundo e a recém-criada humanidade.
Tornaram-se governantes, entretanto, pela conspiração criada pela mãe contra o consorte Urano. Jápeto, ao lado dos irmãos, prepararam-lhe uma emboscada quando este desceu para se deitar com Gaia. Crio, Céos, Hiperião e Jápeto se posicionaram nos quatro cantos do mundo para segurar o deus celeste enquanto Cronos, escondido no centro, castrava Urano com uma foice. Nesse mito, Jápeto e os três irmãos representam os quatro pilares cósmicos que, nas cosmogonias do Oriente Médio, separam o céu e a terra. Jápeto era o pilar do oeste, posição depois ocupada por seu filho Atlas.

### Consorte e herdeiros
É mencionado como pai de quatro filhos procedentes de sua união com a ninfa Clímene, filha de Oceano e Tétis. São esses os descendentes: 
- Atlas — também conhecido como Atlante: "O que suporta", condenado por Zeus a eternamente sustentar os céus após ter apoiado os titãs quando o mesmo se rebelou.
- Prometeu "o que pensa antes" — um dos titãs que apoiaram Zeus contra Cronos. Criador dos homens e doador do fogo à humanidade, foi condenado a ficar acorrentado por 30 mil anos, com uma águia a lhe comer o fígado diariamente, mas foi libertado por Héracles;
- Epimeteu "o que pensa depois" — criou os animais e homens com seu irmão Prometeu. Recebeu Pandora como esposa, que abriu a caixa que espalhou os males no mundo;
- Menoécio, "poder da dor" — morto por Zeus, que atirou-lhe um raio durante a Titanomaquia e banido ao Tártaro.[2]

O mito de Jápeto foi citado na obra Os Lusíadas (escrita por Luís Vaz de Camões) pelo personagem Velho do Restelo.